# Zoltan Farmati
Zoltan Farmati (n. 9 iulie 1924, Șimleu Silvaniei, România – d. 3 ianuarie 2006, Arad, România) a fost un fotbalist român. Este un jucător de legendă al clubului UTA Arad.

## Palmares
- De trei ori câștigător al Diviziei A (1947-1948, 1950, 1954)
- De două ori câștigător al Cupei României (1947-1948), (1953)